# Anatolij Vasziljevics Basaskin
Anatolij Vasziljevics Basaskin (oroszul: Анатолий Васильевич Башашкин; 1924. február 23. – 2002. július 27.) olimpiai bajnok szovjet válogatott orosz labdarúgó, hátvéd.

## Pályafutása

### Klubcsapatokban
1947 és 1953 között a CDKA Moszkva játékosa volt, négy bajnoki címet nyert az 1940-es évek végén és az 1950-es évek elején (1947, 1948, 1950, 1951) a csapattal. A helsinki olimpiai játékokon gyakorlatilag a CDSZA csapata alkotta egy az egyben a szovjet válogatottat, azonban Sztálin a fő ellenségétől, Tito Jugoszláviájától elszenvedett vereséget követően felszámolta a klubot. Basaskin ekkor a Szpartak Moszkvához szerződött, és csak Sztálin halálát követően tért vissza az újraformálódó CDKA-hoz. A Szpartakkal 1953-ban bajnoki címet nyert.

### A válogatottban
1952 és 1956 között 21 alkalommal lépett pályára a szovjet válogatottban. Az 1952-es olimpián ő volt a csapatkapitány, azonban a jugoszlávoktól elszenvedett vereséget követően megfosztották tisztségétől. Tagja volt az 1956-os olimpián aranyérmet nyerő válogatottnak is.

### Edzőként
Visszavonulását követően elvégezte a Malinovszkij Páncélos Csapatok Akadémiáját és Ukrajnában a szovjet hadsereg páncélozott hadosztályában szolgált. Később visszatért a labdarúgáshoz, edzette a Paktakor Taskent csapatát és dolgozott a Szpartak Moszkvánál is, mint segédedző. Egy interjúban arról beszélt, hogy hamar kiábrándult a szakmából, illetve csalódottságának adott hangot, hogy az 1950-es évekhez viszonyítva a szovjet játékosok az 1980-as években mennyivel szerényebb tudást képviseltek a nemzetközi mezőnyben.

## A popkultúrában
Basaskin az 1950-es és 1960-as években kiemelkedően népszerű embernek számított a szurkolók körében, neve említésre került Eduard Limonov 1969-ben kiadott Amikor a költők még fiatalok voltak (Когда поэты были молодыми) című írásában is.

## Sikerei, díjai
CSZKA Moszkva
- Szovjet bajnok-győztes: 1947, 1948, 1950, 1951
- Szovjet Kupa-győztes: 1948, 1951, 1955

Szpartak Moszkva
- Szovjet bajnok: 1953